# Ernst Wolf Mommsen

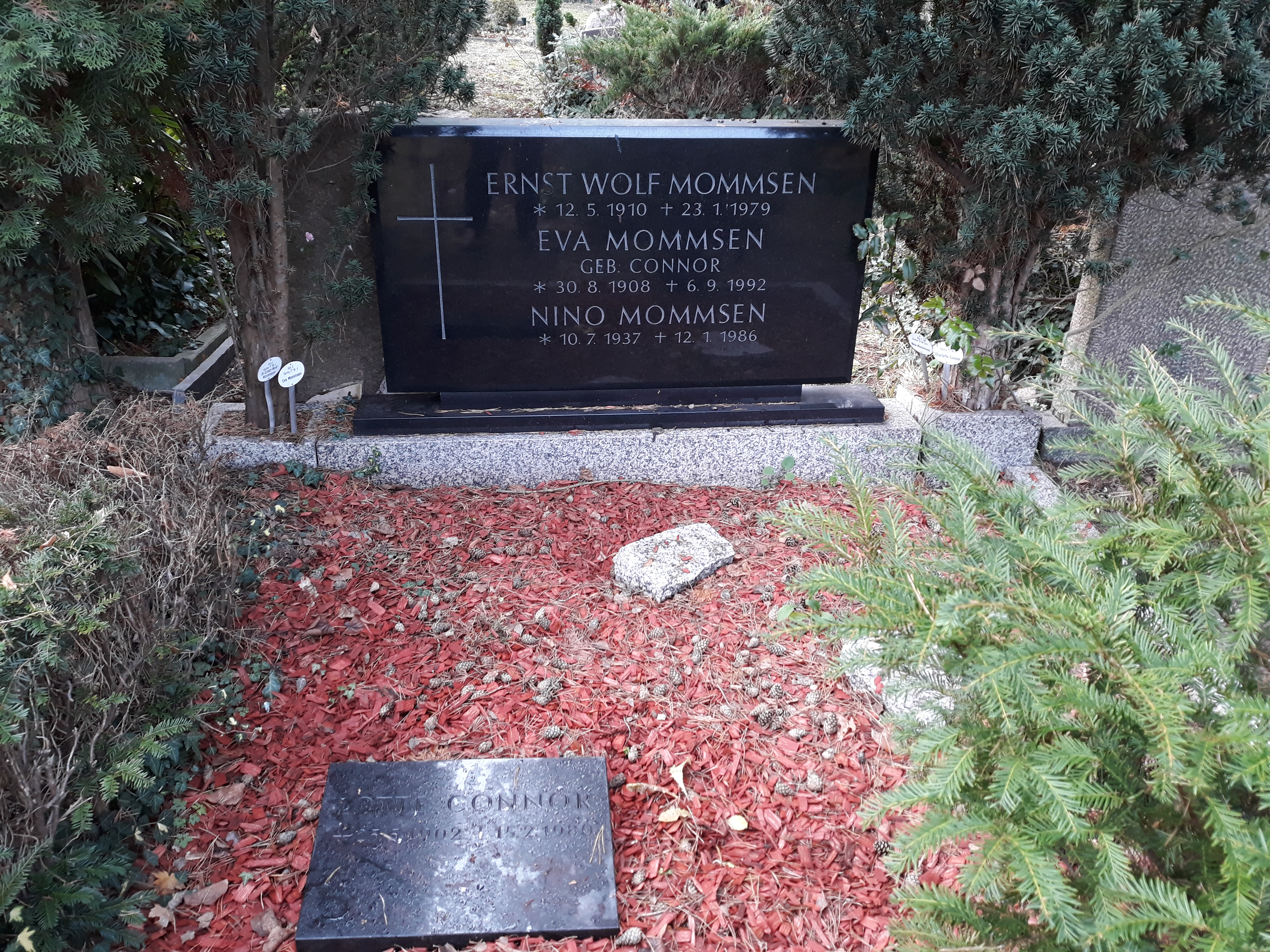
Das Grab von Ernst Wolf Mommsen mit Ehefrau Eva geborene Connor und Adoptivsohn Nino auf dem Friedhof der evangelischen Kaiser-Wilhelm-Gedächtnis-Kirchengemeinde in Berlin-Charlottenburg.

Ernst Wolf Mommsen (* 12. Mai 1910 in Charlottenburg; † 23. Januar 1979 in Düsseldorf) war ein deutscher Jurist, Regierungsbeamter und Manager in der Montanindustrie.

## Leben

### Jugend
Ernst Wolf Mommsen war der vierte Sohn des Mediziners Ernst Mommsen, der zahlreiche Berliner Prominente betreute und ein Enkel von Theodor Mommsen sowie ein Bruder von Theodor Ernst Mommsen. Seine Mutter Clara Weber war eine Schwester von Max und Alfred Weber. Mommsen studierte von 1930 bis 1935 in Heidelberg, Kiel und Berlin Rechtswissenschaften und Volkswirtschaftslehre.

### Karriere im „Dritten Reich“
Am 1. Dezember 1937 beantragte Mommsen die Aufnahme in die NSDAP und wurde rückwirkend zum 1. Mai desselben Jahres aufgenommen (Mitgliedsnummer 5.851.916). Von 1938 bis 1939 war er als Rechtsanwalt in der Kanzlei von Rüdiger von der Goltz tätig. In dieser Zeit bestand er 1938 das Assessorexamen. Danach war er bei der Reichsgruppe Industrie beschäftigt, für die er bereits zuvor als Referendar gearbeitet hatte. Kurz nach Kriegsbeginn 1939 wurde Mommsen als Verbindungsmann der Reichsgruppe Industrie in das Reichsministerium für Bewaffnung und Munition unter Albert Speer abgeordnet. Dort wurde er als Amtsgruppenleiter zuständig für die Kriegswirtschaft und später für Munitionsbeschaffung und kam im Bertha-Werk in Kontakt mit dem Krupp-Konzern. Details zu seiner Tätigkeit im NS-Staat sind heute schwer zu fassen. Mommsen selbst stellte sich in der Bundesrepublik als Skeptiker gegenüber dem NS-System dar. Seine Behauptung, die Umsetzung des Nerobefehls am Kriegsende mit verhindert zu haben, ist jedoch widerlegt. Ebenso ist aber auch fraglich, wie weit Unterlagen der Staatssicherheit der Deutschen Demokratischen Republik zutreffen, nach dem Mommsen in die Beschäftigung sowjetischer Kriegsgefangener verwickelt gewesen sein soll.

### In der Stahlindustrie der jungen Bundesrepublik
Mommsen wurde zum Ende des Zweiten Weltkriegs 1945 in Hamburg von britischen Soldaten verhaftet. Nach Verhören in verschiedenen Lagern war er vor Weihnachten des Jahres wieder frei. Anschließend ließ er sich in Hamburg nieder, wo von 1946 an als Geschäftsführer bei Klöckner arbeitete. In dieser Zeit gründete er gemeinsam mit Rolf Dahlgrün die Deutsche Volkswirtschaftliche Gesellschaft, die von 1956 an Trägerverein der Weiterbildungseinrichtung Führungsakademie der deutschen Wirtschaft in Bad Harzburg war. Von 1948 bis 1953 war Mommsen, inzwischen mit Wohnort Düsseldorf, Geschäftsführer der Gruppe Walzstahl der Wirtschaftsvereinigung Eisen- und Stahlindustrie. In dieser Funktion gestaltete er vor allem die Integration dieses Industriezweigs in die Montanunion mit. 1953 war Mommsen für kurze Zeit stellvertretender Vorsitzender der Klöckner AG. Von 1953 bis 1965 war er Vorstandsmitglied der Rheinische Röhrenwerke AG, einem Unternehmen des Konzerns Thyssen.
In dieser Position führte Mommsen einen jahrelangen Machtkampf mit dem Vorstandskollegen Hermann Theodor Brandi. Mommsen war für den Verkauf zuständig und hatte über seine Kontakte in die Politik erheblichen Anteil an einer deutlichen Steigerung des Exports, insbesondere in die Sowjetunion, und damit auch an steigenden Umsätzen. Mommsen war die treibende Kraft hinter der Bildung eines Konsortiums mit Hoesch und Mannesmann, das von Ende der 1950er Jahre an jährlich 160.000 t Rohre für den Pipelinebau in die Sowjetunion lieferte. Er propagierte sogar ein Kartell in der deutschen Stahlröhrenproduktion, war mit entsprechenden Verhandlungen insbesondere mit Mannesmann aber nicht erfolgreich. Nachdem 1965 über die Fritz Thyssen Stiftung eine erneute Integration des Thyssen-Konzerns erfolgte, firmierten die Rheinischen Röhrenwerke zur Thyssen Röhrenwerke AG um. Zugleich wechselte Brandi in andere Funktionen im Konzern und Mommsen übernahm den Vorsitz des Unternehmensvorstands, den er bis 1970 innehatte. Allerdings sank die Fertigungstiefe des Konzernzweigs damit auch ab, weil die eigene Stahlproduktion eingestellt und nur noch Stahl anderer Teile des Konzerns verarbeitet wurde. 1970 veräußerte Thyssen seine Röhrenwerke an Mannesmann, das daraus und aus eigenen Konzernteilen die Mannesmannröhren-Werke formte. Mommsen lehnte einen ihm angebotenen Aufsichtsratsposten in dem neuen Unternehmen ab, da er einen größeren Karrieresprung anstrebte. Das in seinen Augen unattraktive Angebot führte zu einem persönlich Bruch mit dem Thyssen-Vorstandschef Hans-Günther Sohl, der den Verkauf des Röhrengeschäfts vorangetrieben hatte. Die geschwächte Position Mommsens wurde bereits 1969 in der Presse thematisiert.
Parallel zu seinem beruflichen Schaffen nahm Mommsen auch politische Funktionen ein. Von 1963 an gehörte er dem Außenhandelsbeirat beim Bundesministerium für Wirtschaft an. Innerhalb des Beirats führte er eine Gruppe an, die der deutschen Industrie Absatzmärkte in Osteuropa erschließen wollte. Kurz darauf wurde er Mitglied in verschiedenen Gremien, die über Staatsbürgschaften und die Hermesdeckungen für Exportvorhaben entschieden, sowie im Ost-Ausschuss der Deutschen Wirtschaft. Zudem trat er verstärkt als Redner an Universitäten oder vor wissenschaftlichen oder wirtschaftlichen Vereinigungen auf. Dabei vertrat er häufig progressive Ansichten zu pluralistischem statt autoritärem Führungshandeln in Unternehmen und zu mehr Transparenz gegenüber der Gesellschaft. Im Oktober 1969 vereinbarte Mommsen mit Minister Helmut Schmidt seinen Wechsel in das Bundesministerium der Verteidigung.

### Staatssekretär in der Bundesregierung
Schmidt, Verteidigungsminister der neuen Sozialliberalen Koalition, beabsichtigte eine grundlegende Reorganisation seines Ministeriums. Dabei spielte die Erfahrung von mehreren Beschaffungsskandalen, insbesondere die Starfighter-Affäre und die mit ihr verbundenen vielen Flugunfälle, eine zentrale Rolle. Schmidt versuchte eine Neuausrichtung des Rüstungs- und Beschaffungswesens auf der Grundlage von Erfahrungen der Privatwirtschaft. Mommsen hatte zuvor mit Vermittlung durch Alex Möller die Nähe Schmidts gesucht. Nach dem entscheidenden Gespräch im Oktober 1969 trat Mommsen im April 1970 sein Amt als beamteter Staatssekretär mit dem Aufgabenfeld „Angelegenheiten der Ausrüstung, Technik und Beschaffung“ an. Er blieb allerdings bei Thyssen angestellt, ließ sich dort aber beurlauben und verzichtete auf seine Besoldung aus dem Regierungsamt. Seine Positionen in Aufsichtsräten und Vorständen gab er nur insoweit auf, wie sie die Rüstungsindustrie betrafen.
Mommsen ging seine Aufgabe an, indem er den bereits zuvor beschlossenen Rüstungswirtschaftlichen Arbeitskreis etablierte, in dem unter Geschäftsführung von Wolfgang Pohle Vertreter der Rüstungsindustrie zusammengeschlossen waren. Innerhalb des Ministeriums war Ministerialdirigent Siegfried Mann sein wichtigster Mitarbeiter. Auf dieser Grundlage entstand der „Rahmenerlaß zur Neuordnung des Rüstungsbereichs“, den das Ministerium im Februar 1971 veröffentlichte. Es sah eine Reihe organisatorischer Veränderungen im Ministerium und im Bundesamt für Wehrtechnik und Beschaffung mit der Handschrift von Mommsens Managementideen und Vorstellungen der Kybernetik vor. Dies sollte für jedes Rüstungsvorhaben feste personelle Verantwortungen und Zeitpläne hervorbringen. Im Juli 1972 wechselte Mommsen mit Schmidt, zu dem sich inzwischen eine enge Freundschaft entwickelt hatte, in das Bundesministerium für Wirtschaft und Finanzen. Dort war er als Staatssekretär unter anderem für die internationale Währungspolitik zuständig. Mann wurde sein Nachfolger im Verteidigungsministerium. Bereits im August 1972 gab es erste Medienberichte, denen zufolge Mommsen kurz vor dem Wechsel zurück in die Wirtschaft stehe. Er selbst betonte, dass dieser Schritt mit der nächsten Bundestagswahl anstehe.

### Späte Jahre als Krupp-Manager
Im Dezember 1973 kam es innerhalb des Managements des Krupp-Konzerns zu Auseinandersetzungen, in deren Rahmen der Generaldirektor der Friedrich Krupp GmbH zurücktrat. Wohl auf Vermittlung von Ludwig Poullain sprach der Aufsichtsratsvorsitzende Berthold Beitz Mommsen an. Noch vor Jahresende trat dieser seine neue Position an der Spitze der Friedrich Krupp GmbH an. Von 1973 bis 1975 war er Vorstandsvorsitzender der Friedrich Krupp AG. Auch dort trieb Mommsen das Exportgeschäft mit besonderem blick auf die Sowjetunion voran. Allerdings geriet auch er in Konflikt mit Beitz und schied deshalb, begleitet von Schlagabtauschen in den Medien 1975 aus dem Unternehmen aus.

### Familie, weitere Tätigkeit und Tod
Aus erster Ehe mit Ruth Seegert hatte Mommsen eine Tochter, den Sohn seiner zweiten Frau Eva Connor adoptierte er.
Von 1959 bis 1978 war er Mitglied des Beirats der Friedrich-Naumann-Stiftung. Er verfasste nach dem Krieg eine Reihe von Wirtschaftsbüchern.
Ernst Wolf Mommsen starb 1979 im Alter von 68 Jahren. Sein Grab befindet sich auf dem Kaiser-Wilhelm-Gedächtnis-Friedhof in Berlin-Westend.

## Ehrungen
- 1972: Großes Verdienstkreuz mit Stern und Schulterband der Bundesrepublik Deutschland
- 1975: Saarländischer Verdienstorden[12]

## Schriften
- Elitebildung in der Wirtschaft 1955.
- Die Schule in der industriellen Gesellschaft 1958.
- Unternehmenskonzentration und Staatsaufsicht 1960.
- Die innerbetriebliche Weiterbildung in der Unternehmensführung 1962.
- Rationalisierung als politische und volkswirtschaftliche Aufgabe zur Schaffung wirtschaftlicher Grossräume 1966.
- Die Zukunft des Kapitalismus 1967.